# جيمس كوب كريستي
جيمس كوب كريستي (بالإنجليزية: James Cope Christie) هو مهندس معماري جنوب أفريقي، (و. 1894  م).
وُلِد وتلقى تعليمه في لندن، وهو ابن جيمس تشارلز كريستي وآني كريستي. توفي والده، عازف البيانو، عام 1878، وفي عام 1881 كان جيمس يعيش في ملجأ الأطفال اليتامى في المدينة.
جاء كريستي إلى كيب عام 1894. تدرب مع تشارلز فريمان في كيب، لكنه قدم مساهمات مهمة في راند وروديسيا.
في عام 1904، استعان المحاسب في جوهانسبرغ، السير تشارلز لويلين أندرسون، بخدمات السير هربرت بيكر لتصميم منزله في باركتاون. رفض لويلين أندرسون تصاميم بيكر، وفي عام 1906 بُني منزله غير التقليدي وفقًا لتصاميم كريستي. يتميز المنزل، دولوبران، بالطراز الانتقائي، ولا يزال ملكًا للعائلة، وهو الآن منزل حفيد السير تشارلز. تشمل مساهمات كريستي الأخرى في جوهانسبرغ منزلًا في يوفيل وآخر في وافرلي.
عُيّن ضابطًا في وسام الإمبراطورية البريطانية ضمن احتفالات رأس السنة الجديدة عام ١٩٤٨.